# سايوري كاتاياما
سايوري كاتاياما (باليابانية: 片山さゆり؛ بالكانا: かたやま さゆり) هي مغنية وكاتبة أغاني وتارينتو وشاعرة وممثلة يابانية، ولدت في 3 يوليو 1979 في ساجا.

## وصلات خارجية
- الموقع الرسمي
- سايوري كاتاياما على موقع IMDb (الإنجليزية)
- سايوري كاتاياما على موقع ميوزك برينز (الإنجليزية)
- سايوري كاتاياما على موقع ميوزك برينز (الإنجليزية)
- سايوري كاتاياما على موقع أول موفي (الإنجليزية)